# Caenisites
Caenisites ist eine Gattung kleiner bis mittelgroßer Ammoniten. Sie ist ein Leitfossil im ausgehenden Untersinemurium.

## Erstbeschreibung
Die Gattung Caenisites wurde erstmals im Jahr 1925 von Sydney Savory Buckman wissenschaftlich beschrieben.

## Lebensweise
Die Individuen der Gattung Caenisites waren schnellschwimmende marine Karnivoren. 

## Systematik
Die Gattung Caenisites gehört zur Familie der Asteroceratidae (Unterfamilie Asteroceratinae) innerhalb der Überfamilie der Psiloceratoidea. Von ihr sind folgende Taxa bekannt:
- Caenisites bordoti
- Caenisites brooki J. Sowerby, 1818
- Caenisites obtusiformis
- Caenisites pingue
- Caenisites plotti Vadász, 1908
- Caenisites pulchellus Guérin-Franiatte, 1966
- Caenisites sp.
- Caenisites subturneri
- Caenisites turneri J. C.Sowerby, 1824

Ein synonymes Taxon ist Euasteroceras Donovan, 1953
Als Schwestergattungen fungieren Aegasteroceras, Arctoasteroceras, Asteroceras, Bagnolites, Eparietites, Epophioceras, Euerbenites, Parasteroceras, Protechioceras, Ptycharietites und Tmaegophioceras. 

## Ammonitenzone
Die Gattung Caenisites ist Leitfossil in der Turneri-Zone (Ammonitenzone benannt nach Caenisites turneri) des ausgehenden unteren Sinemuriums. Die Turneri-Zone folgt auf die Semicostatum-Zone des unteren Sinemuriums (benannt nach Arnioceras semicostatum). Sie wird ihrerseits von der Obtusum-Zone – der ersten Ammonitenzone des Lotharingiums bzw. oberen Sinemuriums (benannt nach Asteroceras obtusum) – überlagert. 
Die Turneri-Zone unterteilt sich wie folgt (vom Hangenden zum Liegenden):
- Birchi-Subzone
  - Bordoti-Biozone
    - Horizont von Caenisites bordoti

  - Turneri-Biozone
    - Horizont von Caenisites subturneri
    - Horizont von Microderoceras birchi
    - Horizont von Epophioceras pseudobonnardi
    - Horizont von Caenisites obtusiformis
- Brooki-Subzone
  - Brooki-Biozone
    - Horizont von Arnioceras hartmanni
    - Horizont von Caenisites brooki
    - Horizont von Sulciferites sulcifer

## Vorkommen
Im Jura Frankreichs findet sich die Gattung Caenisites sehr gut repräsentiert bei Mavilly-Mandelot in der Nähe von Beaune (Burgund, Département Côte-d’Or), fast alle Taxa sind hier vorhanden. In England erscheint die Gattung Caenisites in der Nähe von Glastonbury in Somerset und bei Lyme Regis in Dorset.  Eine klassische Fundstätte liegt im Perșani-Gebirge nördlich von Brașov in Rumänien.
Außerhalb von Europa sind Vorkommen der Gattung Caenisites aus der Sierra de Álamos im Bundesstaat Sonora in Mexiko bekannt. In Britisch-Kolumbien (Kanada) sind die Funde von den Taseko Lakes erwähnenswert.